# مدرسة ميونيخ الدولية
مدرسة ميونيخ الدولية هي مدرسة دولية خاصة تقع في ميونخ، ألمانيا.

## الروابط الخارجية
1. ↑  "معلومات عن مدرسة ميونيخ الدولية على موقع ido.ringgold.com". ido.ringgold.com. مؤرشف من الأصل في 2019-12-13.

- School website